# Serse I di Persia
Serse I (in persiano antico 𐎧𐏁𐎹𐎠𐎼𐏁𐎠 Khashayaarashaa, traslitterato anche come Xšayāršā, lett. "sovrano sugli uomini"; in greco antico: Ξέρξης?, Xérxēs; Iran, 519 a.C. – 465 a.C.) fu gran re dell'Impero achemenide dal 485 a.C. alla sua morte.
Serse I è noto nella storia occidentale soprattutto per la sua invasione della Grecia nel 480 a.C. Le sue forze invasero temporaneamente la Grecia continentale a nord dell'Istmo di Corinto fino a quando le sconfitte di Salamina e Platea un anno dopo annullarono questi guadagni e posero fine alla seconda invasione in modo decisivo. Tuttavia, Serse represse con successo le rivolte in Egitto e Babilonia. Roman Ghirshman dice che: "Dopo questo cessò di usare il titolo di 're di Babilonia', chiamandosi semplicemente 're dei Persiani e dei Medi'." Serse supervisionò il completamento di vari progetti di costruzione a Susa e Persepoli.
Viene generalmente identificato con il re persiano Assuero nel biblico Libro di Ester, una delle sue mogli. Tale identificazione è da considerarsi molto dubbia in quanto il periodo storico in cui visse Serse I di Persia non trova corrispondenza con il periodo storico narrato nel libro di Ester; più probabile è che il re che sposò Ester fu Artaserse I di Persia.

## Biografia

### Gioventù e ascesa al potere

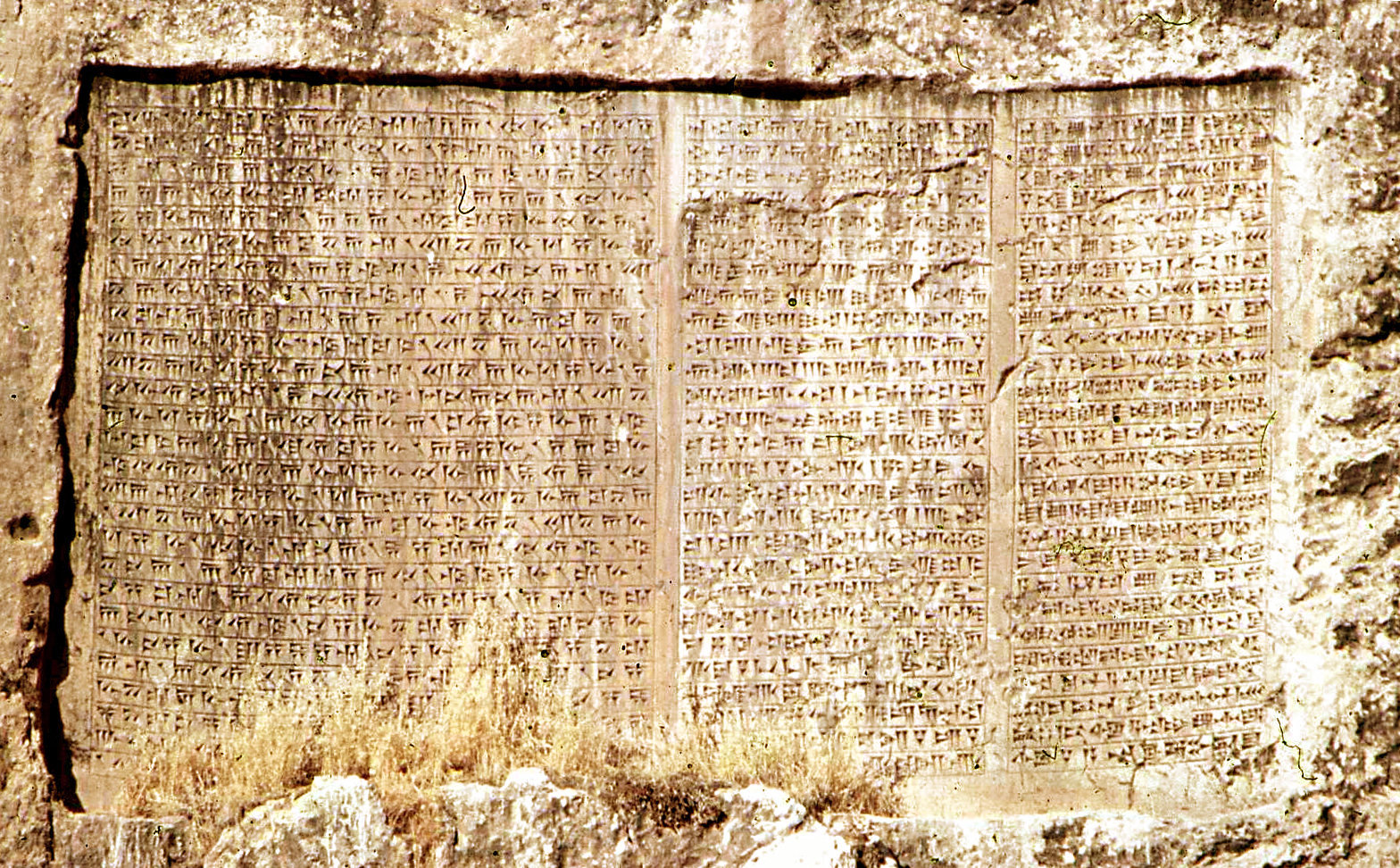
Iscrizione trilingue (antico persiano, babilonese ed elamita) di Serse I.

Subito dopo aver raggiunto il trono, Dario I di Persia, figlio di Istaspe, sposò Atossa, figlia di Ciro il Grande. Erano entrambi discendenti di Achemene attraverso diversi ceppi della famiglia degli Achemenidi. Il matrimonio di una figlia di Ciro rafforzò la posizione di Dario come re. Dario fu un sovrano attivo, sempre impegnato con la costruzione di Persepoli e Susa, la riorganizzazione dell'Egitto e di altre zone. Verso la fine del suo regno cercò di punire Atene per il suo antico appoggio alla rivolta ionia e per la sconfitta subita dai Persiani a Maratona, ma scoppiò una nuova rivolta in Egitto, probabilmente guidata dal satrapo persiano della zona, che doveva essere soppressa. Secondo la legge persiana, i re achemenidi dovevano designare un successore prima di partire per spedizioni pericolose. Prima di partire, nel 487 a.C., Dario fece preparare la sua tomba a Naqsh-e Rostam e nominò Serse, il suo figlio maggiore avuto da Atossa, suo successore. A causa della salute precaria, Dario non riuscì a condurre la campagna e morì nell'ottobre del 486 a.C.
Artabazane reclamò la corona, essendo il più vecchio di tutti i figli di Dario, mentre Serse, d'altro canto, sosteneva di essere nato da Atossa, figlia di Ciro, colui che aveva garantito ai Persiani la libertà. Alcuni studiosi moderni ritengono che la decisione di Dario di dare il trono a Serse derivi dalla grande considerazione che Dario aveva di Ciro e di sua figlia. Artabazane nacque da Dario quando era un semplice suddito, mentre Serse era il primogenito nato quando Dario era al potere; la madre di Artabazane, inoltre, era una persona qualunque, mentre la madre di Serse era la figlia del fondatore dell'impero. Inoltre, si dice che sia stato Demarato a suggerire a Serse di addurre tale argomento, in conformità con un uso spartano.

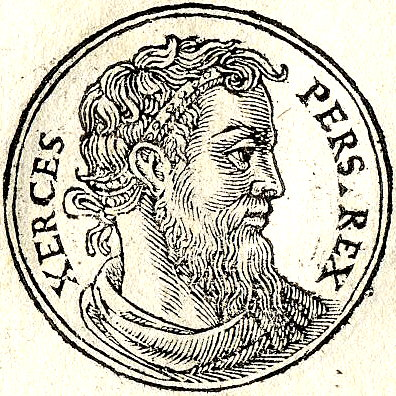
Serse I.

Serse fu incoronato e successe al padre tra ottobre e dicembre del 486 a.C., quando aveva circa 36 anni. La salita al potere di Serse non incontrò ostacoli grazie alla grande autorità di Atossa, dal momento che la sua decisione, che voleva il figlio come re di Persia, non era contestata da nessuno a corte o in famiglia.
Quasi immediatamente Serse pose fine a rivolte in Egitto e a Babilonia, che erano scoppiate l'anno prima, e nominò suo fratello Achemene satrapo dell'Egitto. Nel 484 a.C. Serse confiscò e fuse la statua d'oro di Bel, o Marduk, le cui mani dovevano essere strette ogni giorno di Capodanno dal legittimo re di Babilonia. Questo sacrilegio portò i Babilonesi alla ribellione, che si protrasse dal 484 a.C. al 482 a.C., e che fu così violenta da far rifiutare a Serse il titolo di Re di Babilonia, avuto in precedenza da suo padre, per essere chiamato Re di Persia e Media, Gran Re, Re dei Re (Shahanshah) e Re delle Nazioni (cioè del mondo). Questo deriva dal Daiva Iscrizioni di Serse Linee 6-13.
Anche se le informazioni fornite da Erodoto nelle sue Storie hanno dato origine ad alcune discordanze riguardanti il culto religioso di Serse, molti studiosi moderni lo considerano zoroastriano.

### Campagne

#### L'invasione della Grecia

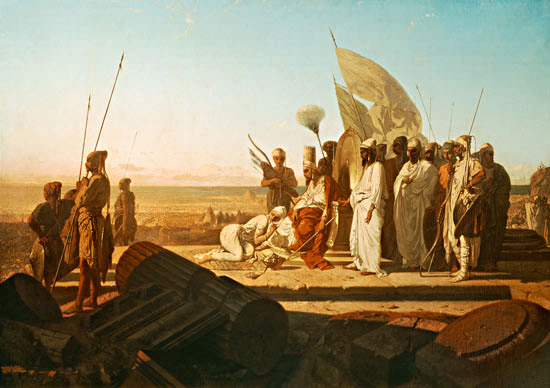
Adrien Guignet, Serse sull'Ellesponto.

Dario morì mentre si stava preparando un secondo esercito per invadere la Grecia, lasciando così al figlio il compito di punire Atene, Nasso ed Eretria per la loro attività nella rivolta ionia, per l'incendio di Sardi e la loro vittoria sui Persiani a Maratona. Dal 483 a.C. Serse iniziò ad allestire la sua spedizione. Fu scavato un canale attraverso l'istmo della penisola del Monte Athos, nella penisola calcidica, da Strimonikos al golfo Toronaico; era lungo circa due chilometri e mezzo ed era abbastanza ampio e profondo da permettere il passaggio di due triremi. Il canale impiegò circa tre anni per essere terminato. Questo, però, era considerato un'invenzione sia dagli antichi, sia da alcuni storici moderni. Giovenale lo presenta come esempio di "menzogna greca" e Niebuhr lo vede come una cosa incomprensibile. Altri storici sostengono, invece, che, dal momento che Erodoto ne dà una descrizione dettagliata, l'esistenza del canale non deve essere messa in discussione.
Vennero predisposti poi posti di guardia e roccaforti lungo il percorso che l'esercito avrebbe effettuato in Tracia e furono costruiti due ponti di barche sull'Ellesponto, che collegavano Abido, in Asia, a Sesto e Madytos, in Europa.
Secondo lo storico greco Erodoto il primo tentativo di Serse di passare l'Ellesponto si concluse con un fallimento totale quando una tempesta distrusse i cavi di lino e di papiro dei ponti: Serse ordinò che lo stretto stesso fosse frustato trecento volte e che delle catene venissero gettate in acqua, mentre gli ingegneri che avevano progettato il ponte furono decapitati. Il secondo tentativo di passaggio, invece, ebbe successo. Serse concluse un'alleanza con Cartagine, e così fece in modo che la Grecia non godesse del sostegno dei potenti sovrani di Siracusa e Agrigento. Molti stati greci più piccoli, inoltre, passarono dalla parte dei Persiani, soprattutto le città della Tessaglia e quelle di Tebe e Argo. Serse ottenne delle vittorie nelle prime battaglie.

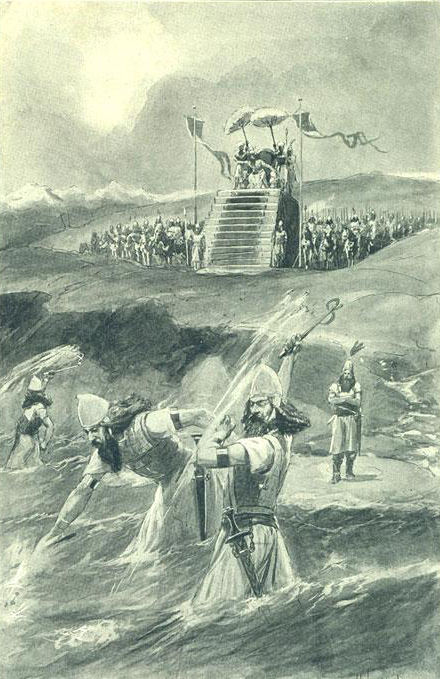
La flagellazione dell'Ellesponto.

La spedizione iniziò nella primavera del 480 a.C. Arrivato nella pianura di Dorisco, Serse decise di contare i membri del suo esercito, facendo prima costruire un muro intorno ad un numero di diecimila soldati, poi facendo entrare in questa recinzione tutto l'esercito, giungendo così a 170 gruppi da 10 000. La fanteria, quindi, era rappresentata da 1 700 000 soldati, a cui erano affiancati 80 000 cavalieri e 20 000 cammellieri. Le truppe di terra, secondo Erodoto, provenivano da 46 nazioni, tra cui gli Assiri, i Fenici, i Babilonesi, gli Egizi; la flotta era composta da 1 207 triremi e 3 000 imbarcazioni più piccole. Ogni trireme era equipaggiata con 200 rematori e 30 soldati e ciascuna delle navi da carico imbarcava 80 uomini: le truppe navali, così, dovevano ammontare a 517 610 uomini. In Tracia e in Macedonia Serse ricevette l'appoggio di 300 000 fanti e di 120 triremi, per un totale di 24 000 soldati. Quindi, secondo Erodoto, quando Serse giunse alle Termopili il suo esercito era composto da 2 641 610 uomini, escludendo gli schiavi e gli equipaggi delle navi da carico, che secondo lo storico greco erano in numero addirittura maggiore dei combattenti. Oltre a questi c'erano gli eunuchi, le concubine e i cuochi, insieme alle bestie da soma, ai bovini ed ai cani.
A questi grandi numeri è difficile credere, così che molti scrittori misero in discussione sia la veridicità che il buon senso dello storico. Le stime di Erodoto vengono respinte da Niebuhr in Vorträge über alte Geschichte, il quale afferma che è impossibile considerare il settimo libro di Erodoto come un attendibile rapporto storico, e lo considera fondato sul poema epico di Cherilo.
Heeren, invece, accetta senza alcun dubbio i numeri di Erodoto, e George Grote sostiene che la descrizione data dallo storico greco dei fatti di Dorisco è così dettagliata da far pensare che derivi da testimonianze di prima mano. Anche per quanto riguarda il numero di triremi Grote è in accordo con Erodoto, basandosi sull'autore contemporaneo Eschilo, che, ne I Persiani, dice chiaramente che le navi presenti a Salamina erano 1 207: Erodoto, invece, ne fa combattere 527 in meno, ma è evidente che, nel darne il numero, non ha compiuto alcuna esagerazione; tuttalpiù si può rimproverare allo storico greco una inspiegabile svista.
Il numero di 3 000 navi più piccole, però, e soprattutto di 1 700 000 fanti, è molto meno affidabile. Probabilmente questi dati vennero gonfiati sia per far piacere al re, sia per incoraggiare l'esercito; allo stesso modo la stima di Erodoto di 2 641 000 uomini alle Termopili è persino assurda. Tuttavia, considerando che questo esercito era il risultato di un grandissimo sforzo di tutto il vasto impero persiano e che le truppe erano state raccolte per ben tre anni prima della spedizione, è ragionevole credere che le truppe di Serse fossero le più numerose mai riunite nell'antichità. E dato che Tucidide, dice Grote, si trovò in difficoltà nello stimare il numero esatto dei combattenti dei piccoli eserciti greci che combatterono a Mantinea, non c'è di che stupirsi per non riuscire ad individuare la quantità di persiani a Dorisco. Le stime più recenti concordano nell'affermare che le truppe persiane fossero di circa 60 000 uomini, poiché in quel momento nessun territorio, specialmente le zone semidesertiche della Siria, Persia e Turchia, dove l'esercito si radunò, avrebbe potuto sostenere il foraggiamento di un numero così grande di soldati.
Dopo aver fatto il punto sul suo esercito, Serse proseguì la sua marcia attraverso la Tracia dividendo le truppe in tre gruppi, che avanzavano per tre strade diverse. Alcune città che dovettero sostentare l'enorme esercito finirono sull'orlo della rovina: la città di Taso, per esempio, spese per questo scopo una somma di più di 400 talenti. Arrivato ad Acanto, nelle vicinanze dell'istmo dell'Athos, Serse si separò dalla sua flotta, che avrebbe dovuto attraversare il canale, doppiare le due penisole di Sitonia e Pallene e attendere l'arrivo del re a Therme, città che venne successivamente chiamata Tessalonica (oggi Salonicco), a est della foce del fiume Assio. Dopo il ricongiungimento con la flotta, Serse marciò attraverso la Migdonia e la Bottiea, fino alla foce dell'Aliacmone. Quindi entrò in Macedonia, il cui re gli si sottomise e si impegnò a combattere con lui.

#### Le Termopili e Atene
Serse arrivò senza ostacoli con il suo esercito di terra alle Termopili, ma la flotta fu colpita da una violenta tempesta, in cui furono distrutte almeno quattrocento navi da guerra, così che i Greci presero coraggio per affrontarla presso l'Artemisio. Nel frattempo Serse aveva tentato di forzare il passo delle Termopili, ma aveva incontrato per tre giorni la resistenza degli Elleni guidati da Leonida. Il terzo giorno un pastore del luogo, Efialte, mostrò ai Persiani un passaggio sul monte Eta che permise loro di piombare inaspettatamente alle spalle dei Greci. Leonida, insieme ai 300 Spartiati, resistette valorosamente, ma alla fine fu sconfitto. Nello stesso tempo i Greci vinsero la battaglia navale dell'Artemisio, grazie a ripetute tempeste che avevano decimato la flotta persiana. Quando furono a conoscenza della vittoria di Serse alle Termopili, i comandanti della flotta greca, primo tra tutti Temistocle, scelsero di ritirarsi presso l'isola di Salamina, di fronte ad Atene.

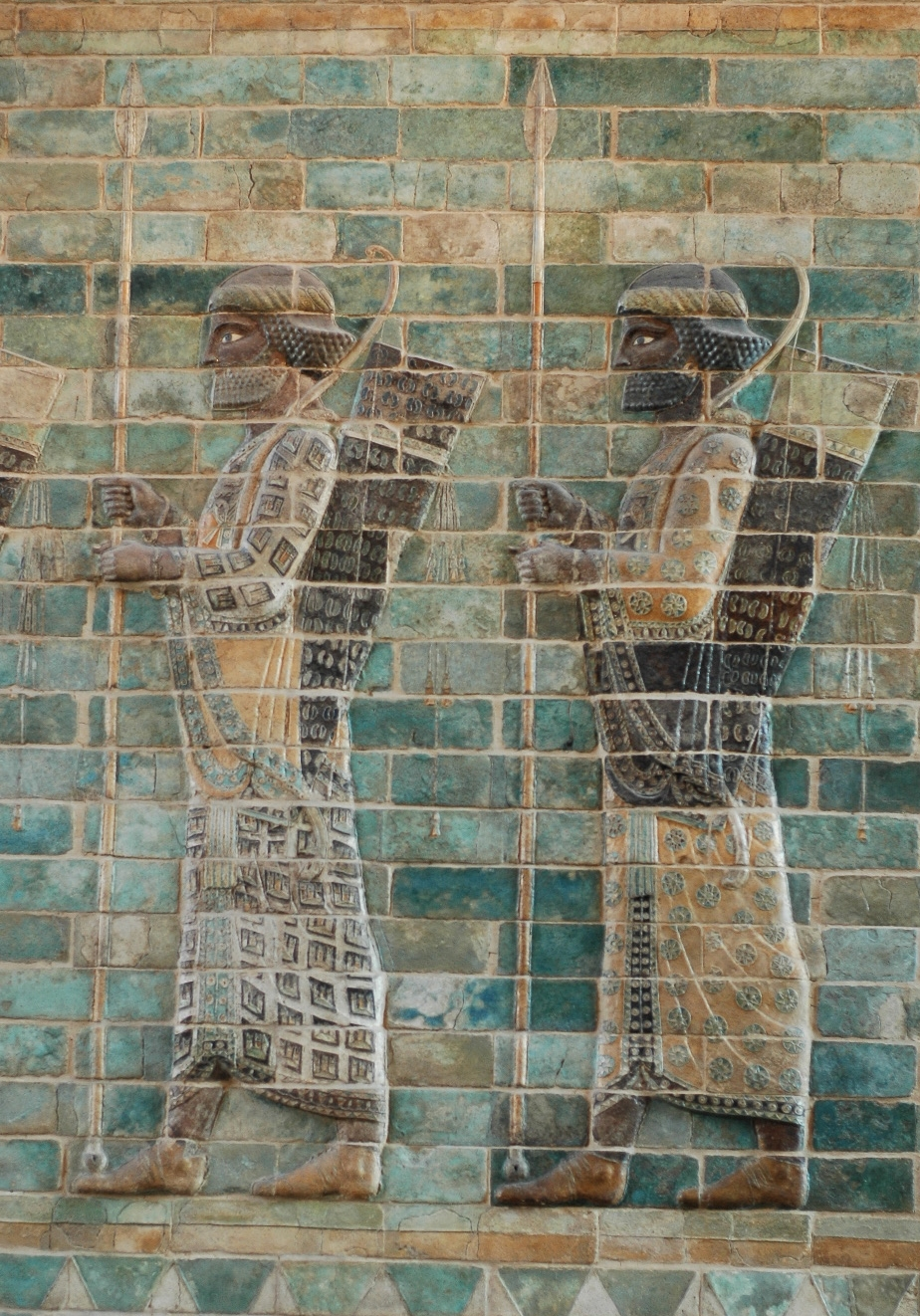
Militari persiani, probabilmente appartenenti al corpo degli Immortali.

I Peloponnesiaci decisero di proteggere la loro terra con ogni mezzo e vi concentrarono tutte le truppe: solo alcune navi rimasero ad Atene, la cui popolazione fu evacuata a Salamina, Egina e Trezene. Nel frattempo Serse era entrato in Focide, devastandola completamente. A Panopeo inviò un reparto del suo esercito a saccheggiare Delfi, mentre lui marciava in Beozia con il grosso delle truppe. Tutti i Beoti gli si sottomisero, ad eccezione dei Tespiesi e dei Plateesi, che furono sterminati dall'esercito persiano. Così Serse poté raggiungere Atene senza incontrare alcuna resistenza, incendiarla e raderla al suolo.
Le truppe mandate contro Delfi, però, furono pesantemente sconfitte: secondo la tradizione fu il dio Apollo stesso a difendere il santuario scagliando massi sugli invasori. Tuttora rimangono sconosciute le modalità con cui i Greci respinsero i Persiani. Quando Serse entrò ad Atene, la sua flotta arrivò nella baia del Falero. Ingannato da una finta spia inviata da Temistocle, attaccò una battaglia navale con i Greci in posizione sfavorevole, anziché inviare, come aveva proposto Artemisia di Alicarnasso, una parte delle sue navi al Peloponneso attendendo della dissoluzione degli eserciti greci, così che fu sconfitto pesantemente. Il re assistette alla battaglia da un alto trono che era stato eretto per lui sulle pendici del monte Egaleo e, quindi, vide con i propri occhi la sconfitta e la dispersione del suo potente esercito. I Greci si aspettarono una ripresa della battaglia il giorno seguente ma Serse si preoccupò di un eventuale peggioramento della situazione in Grecia e a Babilonia, dove erano in corso dei disordini, e decise di lasciare immediatamente la Grecia. Incaricò Mardonio di completare la conquista con 300 000 soldati e ordinò alla flotta di salpare per l'Ellesponto e presidiarlo fino a quando lui, con le truppe di terra, lo avrebbe riattraversato. Raggiunse lo stretto quarantacinque giorni dopo la sua partenza dall'Attica, insieme a 60 000 uomini della sua guardia personale sotto il comando di Artabazo. Molti soldati soffrirono la mancanza di riparo e rifugio e morirono di fame. Arrivato all'Ellesponto, Serse trovò il ponte di barche distrutte da una tempesta, così che fu costretto ad attraversarlo su imbarcazioni. Entrò a Sardi verso la fine dell'anno, nel 480 a.C., umiliato e sconfitto, dopo soli otto mesi dalla sua partenza.

#### Fine della guerra
L'anno seguente, il 479 a.C., la guerra in Grecia continuò, ma Mardonio fu sconfitto a Platea dalla fanteria greca, mentre nello stesso giorno gli Elleni conseguirono un'altra importante vittoria a Capo Micale, in Ionia. L'anno successivo i Persiani persero l'ultimo loro dominio in Europa, in seguito alla conquista di Sesto.

### Re dell'Egitto
Khsassa (forma egizia di Serse) fu il terzo (quarto se si considera anche Petubastis III) sovrano della XXVII dinastia egizia.
Durante i suoi venti anni di regno (sia Sesto Africano che Eusebio di Cesarea gliene attribuiscono entrambi trentasei) Serse seguì una politica, ben diversa da quella paterna, imponendo pesanti tributi e trattando l'Egitto come una turbolenta ed insicura provincia.
Appena salito al trono dovette reprimere, impiegando circa due anni, le rivolte scoppiate nella regione del delta del Nilo poco prima della morte del padre. Riportato l'ordine affidò la satrapia ad Achemene, suo fratello, e si dedicò allo scontro con la Grecia.
Del periodo di governo di Serse rimangono scarsi documenti in lingua egizia in quanto i funzionari locali che avevano collaborato con l'amministrazione di Dario I si allontanarono, o furono allontanati, dall'amministrazione. Nel 480 a.C. una flotta egizia composta da circa 200 navi, al comando di Achemene, prese parte, sul fronte persiano, alla battaglia di Salamina.
Titolatura
| G5 |

| G5 |

|       |
| \| \| |
|       |
|       |

|  |

|       |
| \| \| |
|       |
|       |

|  |

| G16 |

| G16 |

|  |

| G8 |

| G8 |

|  |

| M23 · X1 | L2 · X1 |

| M23 · X1 | L2 · X1 |

|       |
| \| \| |
|       |
|       |

|  |

|       |
| \| \| |
|       |
|       |

|  |

| G39 | N5 |

| G39 | N5 |

| Aa1 | M8 | M8 | s |

| Aa1 | M8 | M8 | s |

| Aa1 | M8 | M8 | s |

| Aa1 | M8 | M8 | s |

| Aa1 | M8 | M8 | s |

| Aa1 | M8 | M8 | s |

| Aa1 | M8 | M8 | s |

| Aa1 | M8 | M8 | s |

### Ultimi anni e morte

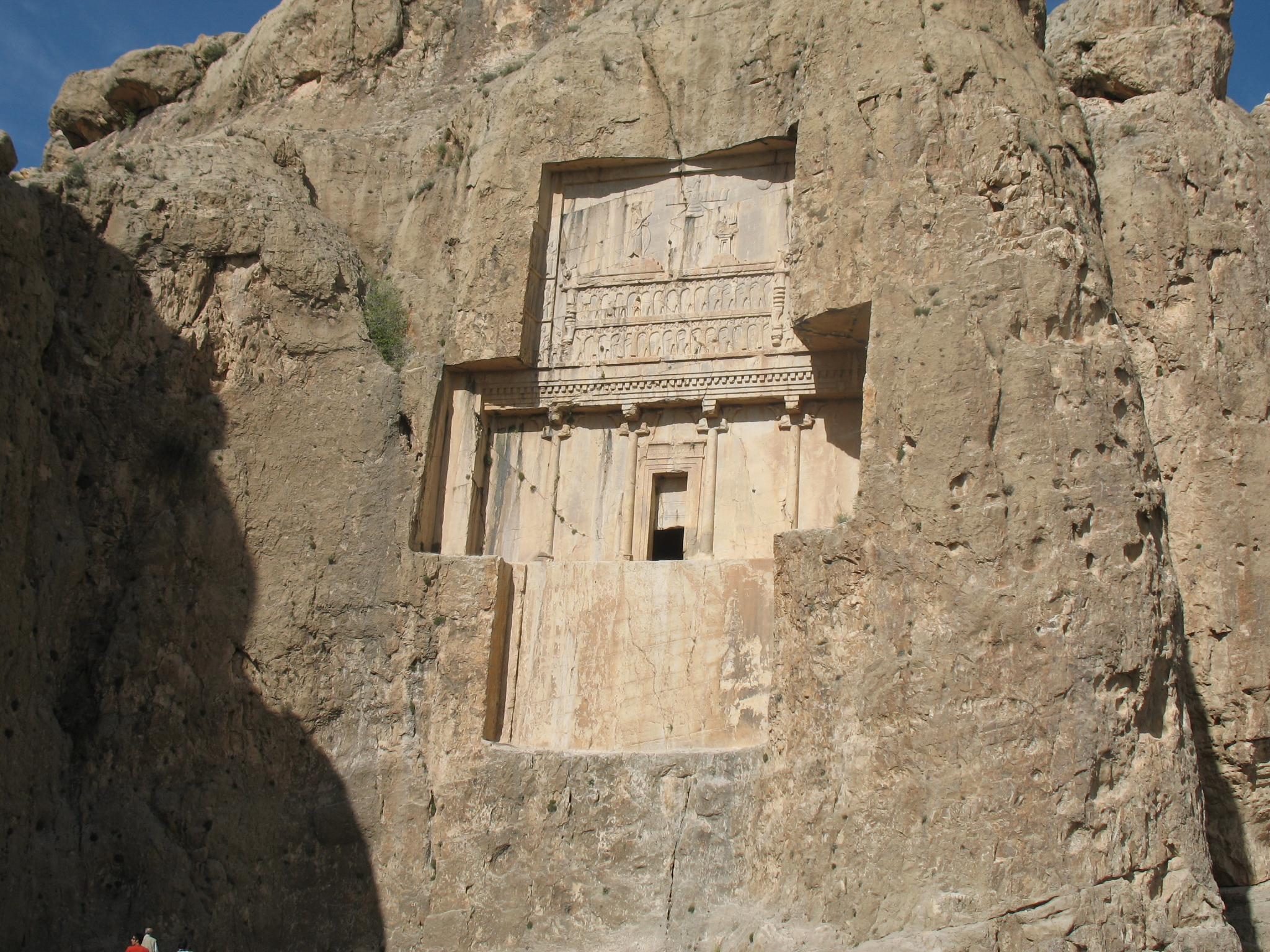
Tomba di Serse I a Naqsh-i-Rustam

Poco dopo il suo arrivo a Sardi Serse si innamorò della moglie di suo fratello Masiste, facendo pressione su di lui per ottenere la donna. Quindi fece sposare la figlia di lei, Artainte, al proprio figlio Dario, ma poco dopo spostò la sua attenzione dalla madre alla figlia. L'amore per Artainte venne scoperto da Amestris, la moglie di Serse, dal momento che questo aveva donato alla sua favorita un mantello che Amestris aveva tessuto per lui con le sue mani. La moglie di Serse escogitò una vendetta terribile. Fece mutilare la moglie di Masiste, il quale tentò di fuggire con i suoi figli in Battriana, di cui era satrapo, con l'intenzione di sollevare una rivolta contro il fratello; ma Serse, anticipandolo, inviò alcune truppe contro di lui e fece uccidere sia lui che i suoi figli.
Nel 465 a.C. Serse venne assassinato da Artabano, il comandante della guardia del corpo reale e il più potente funzionario della corte persiana. L'ascesa di quest'ultimo era dovuta principalmente alla popolarità di cui godeva negli affari religiosi e negli intrighi dell'harem. Mise i suoi sette figli in posizioni chiave nel governo del regno ed elaborò un piano per spodestare la famiglia degli Achemenidi.
Nell'uccidere Serse, Artabano venne aiutato dall'eunuco Aspamitre. Gli storici greci forniscono dei resoconti piuttosto contraddittori degli eventi. Secondo Ctesia di Cnido Artabano accusò dell'omicidio del sovrano il principe ereditario Dario, il figlio maggiore di Serse, e convinse un altro dei figli di Serse, Artaserse, a vendicare il parricidio uccidendo il fratello. Invece secondo Aristotele Artabano uccise prima Dario e poi Serse. Quando Artaserse venne a conoscenza dell'omicidio fece uccidere Artabano ed i suoi figli. Probabilmente chi salvò la dinastia Achemenide fu il generale Megabizo, che prima appoggiò la congiura, poi passò dalla parte del sovrano.
Erodoto parla di Serse come dell'uomo più alto e più bello di tutta la forza d'invasione che occupò la Grecia. Nel carattere, però, era peggiore della maggior parte dei monarchi persiani: secondo Erodoto era un codardo e un tiranno crudele.

## Progetti architettonici

Resti del palazzo reale di Serse, a Persepoli.

Dopo la sconfitta in Grecia Serse tornò in Persia e diresse la realizzazione di numerosi progetti di costruzione lasciati incompiuti dal padre a Susa e a Persepoli. Supervisionò la costruzione della Porta di tutte le Nazioni e la Sala delle Cento Colonne nel palazzo reale di Persepoli, le più grandi e imponenti strutture del complesso. Curò il completamento dell'Apadana, del Palazzo di Dario e della Sala del Tesoro, tutte iniziate da Dario, e raddoppiò la superficie del palazzo rispetto a quella pensata da Dario. Il suo gusto architettonico era simile a quella del padre, anche se tutto era riportato su una scala molto più imponente. Mantenne in funzione la Strada Reale fatta costruire da Dario e completò, a Susa, la Porta e il Palazzo reale.

## Figli
Dalla regina Amestris:
- Amytis, moglie di Megabizo
- Artaserse I, suo successore
- Dario, il primogenito, ucciso da Artaserse I o da Artabano
- Istape, ucciso da Artaserse I
- Achemene, ucciso dai ribelli egiziani
- Rodogune

Da altre mogli sconosciute:
- Artario, satrapo di Babilonia
- Titrauste
- Arsame o Arsamene o Arxane o Sarsamade, satrapo d'Egitto
- Parisatide
- Mattia di Persia

## Nella cultura di massa
- Serse è il protagonista della tragedia di Eschilo I Persiani. È anche il protagonista di un'omonima opera del compositore anglo-tedesco Georg Friedrich Händel. L'opera è aperta dalla famosa aria Ombra mai fu, e la sua prima rappresentazione avvenne all'His Majesty's Theatre di Londra il 15 aprile 1738.
- L'assassinio di Serse da parte di Artabano, l'uccisione del principe Dario, la rivolta di Megabizo e la successiva salita al potere di Artaserse è stata raccontata dal poeta Metastasio in Artaserse, musicato da Leonardo Vinci e successivamente da altri compositori come Johann Adolf Hasse e Johann Christian Bach.
- L'ammirazione per l'antica Sparta, e in particolare la battaglia delle Termopili, ha messo in cattiva luce Serse, che nella cultura popolare è visto come antipatico e megalomane. Per esempio, nel film L'eroe di Sparta del 1962, è raffigurato come un crudele despota e un comandante inetto. Serse è presentato in questo modo anche nel fumetto 300 di Frank Miller, nell'omonimo adattamento cinematografico del 2007, e nel seguito L'alba di un impero, del 2014, dove viene dipinto come un gigantesco dio-re. Questa rappresentazione ha suscitato polemiche, soprattutto in Iran.[31]
- Dei riferimenti a Serse si trovano anche in altri campi che riguardano l'impero persiano, come il videogioco Assassin's Creed II, Assassin's Creed Odyssey e il film Una notte con il re (2006). Serse è il re dell'impero persiano nei videogiochi Civilization II e Civilization III, mentre in Civilization IV è sostituito da Ciro il Grande e Dario I.
- Nel suo romanzo storico di fantascienza Creazione (1981), Gore Vidal descrive dettagliatamente l'ascesa al potere degli Achemenidi, in particolare Dario I, e racconta la vita e la morte di Serse.
- Serse è presente anche nel film Il libro di Ester, del 2013, interpretato da Josh Smallbone.